# Birra Morena
Birra Morena è una birra pils italiana prodotta dalla Drive Beer S.r.l. prima, e successivamente dalla Birra Lucana S.r.l. Viene prodotta, nell'unico stabilimento dell'azienda, nella zona industriale di Baragiano, in provincia di Potenza.

## Storia
La birra nacque negli anni '80 in concomitanza con la nascita del marchio Morena. La birra nel corso degli anni è stata prodotta in stabilimenti differenti, questo è stato soprattutto dovuto ai tanti cambia di proprietà che ci sono stati nel corso degli anni, passando prima dalla famiglia Furstenberg al gruppo Prinz Bräu fino ad arrivare nel 1999 in mano ad una famiglia lucana che ne detiene la proprietà tuttora.
Nel corso degli anni la birre Morena è stata prodotta in più varianti, vincendo anche differenti premi tra cui la Medaglia d'oro 2018 al Craft Competition International Awards (USA) e le tre Medaglie d'oro nella categoria birra Italiana racimolate negli anni 2017, 2018 e 2019 al WBA di Londra. Nel 2017 la Morena Celtica Sweet Stout è stata premiata come miglior sweet stout a livello internazionale al WBA di Londra, successo bissato due anni più tardi.

## Varianti
- Morena Classica - 4,6% vol.
- Morena Oro - 5,2% vol.
- Morena Imperiale - 15% vol.
- Morena Lemon - 4,6% vol.
- Morena Unica Rossa - 8% vol.
- Morena Celtica Sweet Stout - 6,8% vol.